# Tribu choctaw-apatxe d'Ebarb
La tribu choctaw-apatxe d'Ebarb és una de les tribus reconegudes estatalment dels amerindis choctaws i apatxe. La seva reserva és a la parròquia de Sabine, Louisiana. El nombre registrat de membres de la tribu varia entre aproximadament 3000 i 3.276, molts dels quals resideixen en els pobles de Converse, Noble, la ciutat de Zwolle, i les comunitats no incorporades d'Ebarb, Blue Lake i Grady Hill, s'estén a l'est de l'embassament de Toledo Bend i abasta aproximadament 15 quilòmetres quadrats.

## Història
Els choctaw-apatxe d'Ebarb són una amalgama de diversos grups tribals diferents que es van reunir durant els segles xviii i xix, tant com a resultat de la neteja ètnica i la immigració voluntària. Els seus orígens es remunten a 13 famílies adais que es van assentar en el marge est del riu Sabine a principis de 1700, i als que van unir-se més tard quatre famílies d'antics esclaus apatxes lipans. Un altre factor important en les arrels de la tribu va ser l'establiment del Presidi Nuestra Señora del Pilar de Los Adaes, un fort a la zona atès per mestissos i soldats espanyols soldats que es van casar amb dones caddos, adais i lipans que vivien a la zona. Quan els espanyols desmantellaren el fort en 1773 i ordenaren als soldats tornar a San Antonio molts s'hi van quedar amb llurs famílies, assentant-se a l'àrea de Zwolle i Ebarb. Després de la Compra de Louisiana en 1803 bandes de choctaws van començar a moure's a la zona a la recerca de nous territoris de caça. Més choctaws foren traslladats a l'àrea per l'Agent indi John Sibley, que va tractar de protegir-los dels seus veïns creeks i chickasaws. Un total de 21 famílies choctaw foren registrades en el cens de l'àrea de 1870. En el segle xx, abans que sol·licités i rebés el reconeixement de l'estat de Louisiana, en la seva majoria treballaven en les indústries de la fusta i el petroli, vivien al llarg del marge est del riu Sabine fins que els estats de Texas i Louisiana reclamaren 180.000 hectàrees de terres ancestrals per construir l'embassament de Toledo Bend, i la tribu es va veure obligat a marxar.

## Reconeixement
La tribu choctaw-apatxe d'Ebarb primer va rebre el reconeixement com a tribu per l'estat de Louisiana en 1978 (també registrat com a 1977), i des d'aleshores, un dels objectius més importants que enfronten ha estat l'assignatura pendent del seu reconeixement federal. La Bureau of Indian Affairs manté set criteris per al reconeixement, incloent una cadena cultural i genealògica ininterrompuda que es remunti segles, que és difícil de demostrar per a una tribu amalgamada com la tribu choctaw-apatxe d'Ebarb. La tribu ha estat en el procés de reconeixement federal des de 1978, quan va presentar una carta de sol·licitud de reconeixement a la BIA. La BIA converteix llavors la seva aplicació en una carta d'intent de petició en 1981. Des d'aleshores la tribu ha treballat amb un antropòleg contractat per a documentar llur història.

## Cognoms
Molts membres de la tribu choctaw-apatxe d'Ebarb ón descendents d'un grapat de famílies espanyoles i mestisses que es van assentar a la zona en els segles xviii i xix, i com a tal, els seus noms reflecteixen els orígens espanyols. Aquests noms inclouen Procella (Procell), DelRio (Rivers), Sanchez (Santos), Martinez, Bermea (Malmay), Ybarbo (Ebarb), Sharnack (Ezernack), Rameris (Remedies), Leone, Padillia (Paddie), Sepeda (Sepulvado), Garcia (Garcie), i Cartinez.